# Điền Thượng
Điền Thượng là một xã thuộc huyện Bá Thước, tỉnh Thanh Hóa, Việt Nam.

## Địa giới hành chính
Xã Điền Thượng nằm ở phía nam của huyện Bá Thước.
- Phía đông giáp xã Điền Hạ, huyện Bá Thước.
- Phía nam giáp xã Thạch Lập, huyện Ngọc Lặc và xã Đồng Lương, huyện Lang Chánh.
- Phía tây giáp xã Thiết Ống, huyện Bá Thước.
- Phía bắc giáp xã Điền Quang, huyện Bá Thước.

## Lịch sử hành chính
Xã Điền Thượng còn được gọi là Mường Tiền, thời Lê-Nguyễn là vùng đất thuộc huyện Cẩm Thủy, phủ Thiệu Thiên, Thanh Hóa. Đến năm Thành Thái thứ 16 (1904), thuộc tổng Điền Lư, châu Quan Hóa. Vào năm Khải Định thứ 10 (1925), tổng Điền Lư chuyển về châu Tân Hóa mới thành lập. Năm 1943, tổng Điền Lư trở lại thuộc huyện Cẩm Thủy. Sau Cách mạng tháng Tám (1945), tổng Điền Lư thuộc châu Tân Hóa mới tái lập, đến tháng 11 năm 1945, châu Tân Hóa đổi thành châu Bá Thước theo tên của thủ lĩnh Cầm Bá Thước trong phong trào Cần Vương.
Tháng 3 năm 1948, xã Điền Thượng lúc này là vùng đất thuộc xã Hồ Điền, huyện Bá Thước. Năm 1964, xã Hồ Điền được chia thành 4 xã là Điền Lư, Điền Quang, Điền Hạ, Điền Thượng, tên gọi Điền Thượng chính thức xuất hiện từ đây.
Khi mới thành lập, xã Điền Thượng có 5 chòm, làng: Chiềng Điền, Lâu, Bít, Bả và làng Xay Luồi. Hiện nay, xã gồm có 6 làng: Bít Bả, Lau, Chiềng Mưng, Chiềng Má, Xay, Nông.

## Địa hình
Địa hình của xã tương đối bằng phẳng, vùng giáp ranh dược bao quanh bởi các dãy núi. Xã có một con sông nhỏ chảy qua, người dân thường gọi là sông Cái. Ven hai bờ sông và các thung lũng thấp là những cách đồng rộng theo kiểu bậc thang thấp.

## Dân cư
Dân cư chủ yếu là người Mường, sống chủ yếu bằng canh tác đất nông nghiệp, trình độ thâm canh lúa nước ở mức khá cao. Dân sống quần cư thành làng theo kiểu người Kinh, đời sống tinh thần khá phong phú.

## Tài nguyên thiên nhiên
Tài nguyên rừng khá phong phú, trữ lượng lớn. Ngoài ra còn có quặng sắt, vàng, đá vôi ...